# Алуминий
Алуминият е химичен елемент, метал от група 13 и период 3 на периодичната система. Той се означава със символа Al и има атомен номер 13. При стайна температура е твърдо вещество, неразтворимо във вода.
Алуминият е сребристобял мек немагнитен ковък метал, най-изобилният метал в земната кора и третият най-изобилен химичен елемент в нея, след кислорода и силиция. Той съставя около 8% от масата на твърдата покривка на Земята. Химически активен, алуминият рядко се среща в природата в чист вид, а обикновено е съставна част от някои от повече от 270-те съдържащи алуминий минерали. Сред тях основен източник за промишлен добив на алуминий е бокситът. Въпреки широкото разпространение на алуминия в природата, солите му не се метаболизират от никоя известна форма на живот, като растенията и животните добре понасят метала.
Характерни за алуминия са относително ниската му плътност и устойчивостта му на корозия, дължаща се на пасивирането чрез образуване на плътен повърхностен слой от оксиди. Конструктивните елементи, изготвени от алуминиеви сплави, играят ключова роля в авиацията и намират значително приложение в другите клонове на транспорта и в строителството. Сред химичните му съединения най-голямо стопанско значение имат оксидите и сулфатите.
Химическите свойства на алуминия го правят полезен като катализатор или добавъчен материал в различни химични смеси, като взривните вещества, базирани на амониев нитрат. Въпреки че електропроводимостта му е значително по-ниска от тази на медта, алуминият е често използвана алтернатива при производството на електрически проводници, поради по-ниската му плътност и цена.

## Име
Името на елемента идва от латинската дума alumen за Alaun (стипца). Две имена за елемента се употребяват: Aluminium (в света) и Aluminum (в САЩ и Канада).
Международният съюз за чиста и приложна химия
(IUPAC) решава през 1990 година, че името на елемента е Aluminium, след 3 години признава също и Aluminum като възможен вариант.

## Наличие в природата
Устойчивите алуминиеви атомни ядра се образуват при ядрен синтез на водород с магнезий в големите звезди или свръхнови.
В земната кора алуминият е най-изобилният (8,3% по маса) метален елемент и третият сред всички елементи след кислорода и силиция. Поради силната си реактивност с кислорода, алуминият почти не се среща в чист вид, а най-често свързан в оксиди и силикати. Фелдшпатите, най-разпространената група минерали в земната кора, са алумосиликати. Алуминият е в състава главно на вулканичните скали, преди всичко във вид на алумосиликати и слюди; в почвата, в състава на глината, основният състав на която, съответстващ на минерала каолин, Al2O3•2SiO2•2H2O, и в боксита, Al2O•xH2O. Алуминият присъства и в много други минерали, като берил, криолит, гранат, шпинел и тюркоаз. Кристалният Al2O3 (корунд) с примеси от хром или желязо съставлява съответно скъпоценните камъни рубин и сапфир, а с берилий – аквамарин. Корундът се добива като природен абразив. Значение има и минералът креолит.
Самороден алуминий се среща само като малка фракция в лишена от кислород среда, като вътрешността на някои вулкани. Има сведения за самороден алуминий в студени изтичания в дълбоките североизточни части на Южнокитайско море, като съществува хипотеза, че той е образуван чрез редукция на Al(OH)4− от бактерии.
Въпреки че алуминият е широко разпространен елемент, повечето алуминиеви минерали не са икономична суровина за производството на метала. Почти всичкия метален алуминий се произвежда от рудата боксит (AlOx(OH)3 – 2x). Бокситът се среща като продукт на изветряне на скали с ниско съдържание на желязо и силиций при тропически климатични условия. Най-големи залежи на боксит има в Австралия, Бразилия, Гвинея и Ямайка.

## История
Съединенията на алуминия са били познати от древни времена. През 1809 г. английският химик Хъмфри Дейви го описва като „Aluminum“ и се опитва да го произведе, осъществявайки електролиза на глина. За първи път е получен в груб (нечист) вид през 1825 г. от датския физик Ханс Кристиан Оерстед.
Немският химик Фридрих Вльолер през 1827 г., използвайки редукция с калий, произвел алуминиева пудра, а през 1845 г. и малки зрънца на метала, от които определил някои от неговите свойстваː специфично тегло, еластичност и стабилност на въздух. По нареждане на Наполеон Трети, на френския химик Анри Сент-Клер Дьовил били отпуснати средства за намиране на промишлен способ за получаване на алуминий. Скоро след това Дьовил разработил такъв способ, но той се оказал много скъп и по това време алуминият струвал повече от златото. Новият метал бил представен на публиката през 1855 г. на Парижкото изложение. От него се изработвали ювелирни изделия и някои скъпи предмети. По-късно, когато имало достатъчно много електричска енергия и тя била по-евтина, през 1866 г., почти едновременно и независимо един от друг, Чарлс Мартин Хол в САЩ и П. Ерц във Франция открили съвременния промишлен метод за получаване на алуминий. Това става чрез електролиза на разтвор от Al2O3 в стопен криолит (Na3AlF6). Процесът се извършва при температура от 1000 градуса, напрежение от 5 волта и ток над 100 000 ампера, в специални електрически пещи, като на анода се отделя кислород, а на катода – течен алуминий. Последният се събира на дъното на пещта, откъдето се премахва периодически. За получаването на 1 тон алуминий се изразходва повече от 16 000 kwh електроенергия.

## Физични свойства
Алуминият е относително мек, траен, лек и ковък метал с цвят, вариращ от сребрист до мътносив в зависимост от грапавината на повърхността. Той е неразтворим в алкохол, макар че под определени форми е разтворим във вода. Границата на провлачане на чистия алуминий е 7 – 11 MPa, а при някои алуминиеви сплави достига 200 до 600 MPa. Алуминият има около три пъти по-ниска плътност и модул на еластичност от стоманата, но е значително по-лесен за обработка, включително за изливане, изтегляне и екструдиране. Алуминиевите атоми образуват кристална решетка с кубична стенноцентрирана структура. Атомното му тегло е 26,9815. Температурата му на топене 660,323°C е приета за фиксирана точка по ITS-90 (Международна температурна скала-90), а на кипене е 2519°C. Плътността на алуминия е 2,70 g/cm3.
Алуминият е сред малкото метали, които запазват пълната си сребриста отражателна способност и във вид на фин прах, което го прави основен компонент на много сребърни бои. В ултравиолетовия (200 – 400 nm) и инфрачервения интервал (3000 – 10 000 nm) алуминиевата основа за огледала има най-добра отражателна способност сред металните основи. Във видимия интервал при 400 – 700 nm алуминият отстъпва с малко на калая и среброто, а при 700 – 3000 nm – на среброто, златото и медта.
Алуминият е добър проводник на топлина и електричество, с 59% от топлопроводимостта и електропроводимостта на медта, но с 30% от нейната плътност. Той има свръхпроводникови свойства със свръхпроводникова критична температура от 1,2 K и критично магнитно поле около 10 mT.
Благодарение на кубичната решетка, алуминият притежава добра пластична деформация, което го прави технологичен – лесно се подава на валцоване, пресоване, коване и щамповане. Много от алуминиевите сплави не стават крехки даже при температура на течен водород и хелий. Издръжливостта на разтегляне на алуминия не е голяма – 6 – 8 kg/mm2, но на неговите сплави е 10 пъти повече, каквато е на средно-легирана стомана.
Алуминият притежава едновременно висока топлопроводност и електропроводност (от техническите метали само медта го превъзхожда по тези характеристики). Той има висока отражателна способност и лесно се полира. Чистият алуминий и някои от негови сплави притежават много висока корозивна издръжливост във водата, в това число и в кипяща.

### Изотопи
Алуминият има девет изотопа с масови числа от 23 до 30. От тях в природата се срещат само стабилният изотоп 27Al и радиоактивният 26Al (с период на полуразпад 7,2×105 години, бетаплюс разпад), но 99,9% от естествения алуминий са от изотопа 27Al, синтезиран в звездите при термоядрено горене на въглерода. В земната атмосфера 26Al се образува от аргон под въздействието на протони в космическите лъчи.
28Al има живот от 2,2414 минути, бетаминус разпад. Останалите изотопи имат период на полуразпад секунди и части от секундата.
Изотопите на алуминия намират практическо приложение в датирането на океански седименти, манганови конкреции, ледников лед, метеорити, кварц в скални формации. Съотношението на 26Al към 10Be се използва при изучаване на геоложките процеси в периода преди 105 до 106 години. Алуминий-26 изпуска бетаплюс частици с маскимална енергия 1,17MeV и последващо гама-излъчване, като най-интензивни са гама-квантите с енергия 1808 keV. Той да се образува при облъчването на циклотрон на магнезиева мишена с дейтони по реакцията 25Mg(d,n)26Al. Относителната активност обаче на получения изотоп е много малка и неговото използване е ограничено.
При метеоритите, след тяхното откъсване от изходния астрономически обект, слънчевите лъчи предизвикват образуването на значителни количества 26Al. След падането на Земята атмосферата силно забавя този процес и разпада на 26Al може да се използва за определяне на времето, преди което метеоритът е паднал. Тези изследвания показват, че 26Al е бил сравнително изобилен по времето, когато се е образувала Слънчевата система. Повечето изследователи на метеоритите смятат, че енергията, отделяна при разпадането на 26Al е причината за разтопяването и диференциацията на някои астероиди, настъпили след тяхното образуване преди 4,55 милиарда години.
Изотопът алуминий-28 се образува при облъчване на алуминий с неутрони и се използва в неутрино-активационния анализ за количественото определяне на алуминия в образци. Той претърпява β–-разпад с последващо излъчване на гама-кванти с енергия от 1778 keV.
Облъчвайки алуминиево фолио с алфа-частици от плутониев източник, Ирен Кюри и Фредерик Жулио Кюри убедително показали съществуването на изкуствената радиоактивност, като по химичен път отдели радиоактивен фосфор с период на полуразпад 2,498 минути, образувал се по реакцията 27Al(α,n)30P.

## Химични свойства
Алуминият е метал от 13 група (3А) и следователно има три валентни електрона. Проявява 3+ степен на окисление, но при повишена температура образува едновалентни и двуваленти съединенияː AlCl, Al2O, AlO.
Алуминият има значителна устойчивост на корозия, тъй като при излагане на въздух по повърхността му се образува тънък слой от диалуминиев триоксид, който е плътен и предотвратява оксидацията в дълбочина. Първите части на този слой към алуминия повтарят кристалната му решетка, образувайки много здраво съединение с него. Възможно е специално да се израства химично или електрохимично удебелен слой и да се въвеждат различни пълнители, като може да се придаде и някакъв цвят на повърхността. Високоякостните алуминиеви сплави са по-податливи на корозия, поради галваничните реакции с участващата в тях мед. Корозионната устойчивост може да бъде силно намалена и от присъствието на различни соли или контакта с някои метали.
В силно киселинни разтвори алуминият реагира с водата, отделяйки водород, а в силно алкални образува алуминати, като защитното пасивиране при такива условия е пренебрежимо:
{\displaystyle \mathrm {2Al+3H_{2}O\rightarrow Al_{2}O_{3}+3H_{2}} }
{\displaystyle \mathrm {2Al+6H_{2}O\rightarrow 2Al(OH)_{3}+3H_{2}} }
Алуминият се оксидира и от чиста вода при температури под 280 °C, като тази реакция има практическо значение за производството на водород. Затрудненията при този процес идват от образуващия се оксиден слой, който забавя реакцията, и от разходите за съхранение на енергията за възстановяване на металния алуминий.)
Хлоридите, като обикновената готварска сол, също предизвикват корозия в алуминия, съпътствана от образуване на алуминиев трихлорид, което е сред основните причини водопроводите да не се изработват от този метал.
{\displaystyle \mathrm {2Al+3Cl_{2}\rightarrow 2AlCl_{3}} }
Алуминият взаимодейства и пряко с кислород, в резултат на което се получава диалуминиев триоксид:
{\displaystyle \mathrm {4Al+3O_{2}\rightarrow 2Al_{2}O_{3}+Q} }
При пряко взаимодействие с водород не може да се получи алуминиев трихидрид, той се получава по косвен начин:
{\displaystyle \mathrm {3LiAlH_{4}+AlCl_{3}\rightarrow 4AlH_{3}+3LiCl} }
Когато алуминият взаимодейства с воден разтвор на киселини се образуват комплексни соли:
{\displaystyle \mathrm {2Al+6HCl+12H_{2}O\rightarrow 2Al(H_{2}O)_{6}Cl_{3}+3H_{2}} }
Алуминият има двойствен химичен характер – взаимодейства с киселини и основи, като оксидите и хидроксидите му са амфотерни. При взаимодействие на алуминий с разтвор на основи се получава хексахидроксоалуминат и се отделя водород:
{\displaystyle \mathrm {2Al+6NaOH+6H_{2}O\rightarrow 2Na_{3}[Al(OH)_{6}]+3H_{2}} }
С твърда алкална основа на стопилка се получава натриев метаалуминат и се отделя водород:
{\displaystyle \mathrm {2Al+2NaOH+2H_{2}O\rightarrow 2NaAlO_{2}+3H_{2}} }
Процесът е окислително-редукционен.
Алуминият не взаимодейства с много органични вещества и хранителни продукти.

## Производство
При производството на алуминий от боксит се използва Байеровият процес, базиран на две основни химически реакции:
{\displaystyle \mathrm {Al_{2}O_{3}+2NaOH\rightarrow 2NaAlO_{2}+H_{2}O} }
{\displaystyle \mathrm {2H_{2}O+2NaAlO_{2}\rightarrow Al(OH)_{3}+NaOH} }
Извличането на алуминия е възможно, тъй като междинният натриев алуминат NaAlO2 е разтворим в силно алкална вода, докато останалите съставни части на рудата не са. В зависимост от качеството на боксита, количеството на добития алуминиев оксид е около половината на отделяния отпадъчен червен шлам.
За получаването на метален алуминий от алуминиевия оксид се използва енергоемкият процес на Хол-Еру. При него се извършва електролиза на разтвор на алуминиевия оксид в разтопена при 980 °C смес от криолит (Na3AlF6) и калциев флуорид (CaF2) – на катода се отделя алуминий, а на анода – кислород:
{\displaystyle {Al^{3+}+3e^{-}\rightarrow Al}}
{\displaystyle {2O^{2-}\rightarrow O_{2}+4e^{-}}}
След това металният алуминий се утаява на дъното на разтвора и се изгребва, като обикновено се излива в големи блокове за последваща обработка. Въглеродният анод частично реагира с получавания кислород, образувайки въглероден диоксид, и трябва да се заменя периодично. Катодите също ерозират в резултат на електрохимични процеси, поради което след пет до десет години, в зависимост от прилагания ток, електролитната клетка трябва да се изгради наново.
|     | Държава   | Продукция (хил.тона, 2010) |
| --- | --------- | -------------------------- |
| —   | Свят      | 41 400                     |
| 1   | Китай     | 16 800                     |
| 2   | Русия     | 3850                       |
| 3   | Канада    | 2920                       |
| 4   | Австралия | 1950                       |
| 5   | САЩ       | 1720                       |
| 6   | Бразилия  | 1550                       |
| 7=  | Индия     | 1400                       |
| 7=  | ОАЕ       | 1400                       |
| 9   | Бахрейн   | 870                        |
| 10= | Норвегия  | 800                        |
| 10= | ЮАР       | 800                        |

Процесът на Хол-Еру произвежда алуминий с чистота над 99%. Допълнително пречистване може да се извърши чрез процеса на Хупс. Той се базира на електролиза на разтопен алуминий с електролит от натрий, барий и алуминиев флуорид и дава възможност за чистота от 99,99%.
Електролизата на алуминий при процеса на Хол-Еру е свързана със значителна консумация на енергия – средните стойности в световен мащаб са около 15±0,5 kW·h/kg (52 – 56 MJ/kg), като най-съвременните инсталации постигат 12,8 kW·h/kg (46,1 MJ/kg). На електроенергията се падат около 20 до 40% от себестойността на произвеждания алуминий, в зависимост от разположението на завода. В Съединените щати производството на алуминий консумира към 5% от цялото производство на електричество. По тази причина алуминиевите заводи често се разполагат на места с изобилна и евтина електроенергия, например в Обединените арабски емирства, Норвегия и Исландия, които разполагат с големи залежи на природен газ или възобновяеми енергийни източници.
Най-големите производители на алуминий в света са Китай (около една пета от световното производство), Русия и Канада (главно в Квебек и Британска Колумбия).
В продължение на половин век, до 2007 година, когато е изпреварена от Китай, Австралия е най-големият производител и износител на рафиниран боксит (алуминиев оксид) в света. През 2013 година в страната са добити 77 милиона тона боксит. Австралийските залежи на боксит са с относително високо съдържание на силиций, но за сметка на това са плитко разположени и относително лесни за добиване.

## Рециклиране
От техническа гледна точка, 100% от алуминия подлежи на рециклиране без загуба на неговите качества. Според някои оценки, общото количество използван днес по света алуминий (в автомобили, сгради, електроника и т.н.) е около 80 kg на човек от населението, концентриран главно в развитите страни (350 – 500 kg/човек при 35 kg/човек в слаборазвитите страни). Възстановяването на метала, чрез рециклиране е от съществено значение за алуминиевата промишленост.
Рециклирането се извършва, чрез претопяване на алуминиев скрап – процес, който изисква едва 5% от енергията, използвана при производството на алуминий от руда, въпреки че в зависимост от технологията 1 до 15% от изходния материал се губи във вид на пепеловидни оксиди.

## Приложение
Широко се прилага като конструктивен материал. Основните качества на алуминия са лекота, податлив на щамповане, висока топлопроводимост, устойчив на корозия (всъщност много бързо взаимодейства с кислорода от въздуха и се покрива с плътен слой оксид, който е корозоустойчив; в техниката се използват и други процеси за пасивиране повърхността на алуминиевите изделия). Тези свойства правят алуминия извънредно популярен при производството на кухненски прибори.
Основният недостатък на алуминия е малката механична здравина. Ето защо обикновено се използва сплав с малки количества мед и магнезий, известна под името дуралуминий (дурал). Тя широко се използва в производството на самолети и други летателни апарати, както и във военната техника. Дуралуминият е як като желязо, но е три пъти по-лек от него. За направата на алуминиево фолио и опаковки на храни се използва алуминий, легиран с минимални количества силиций, желязо, манган и магнезий. Алуминият се използва в металургията при получаването на някои метали от метални оксиди. Този процес се нарича алуминотермия. Освен това алуминият се използва за направата на огледала чрез алуминиево фолио. Друго приложение намира в медицината за направата на протези, а също така и за прочистване на вода чрез алуминиеви соли.
Цената на алуминия на световния пазар от ок. 2005 г. се движи около 2000 евро за тон (чистота от 99,7 %, през: октомври 2013).